# Niccolò Cannone
Niccolò Cannone (Firenze, 17 maggio 1998) è un rugbista a 15 italiano, seconda linea del Benetton.

## Biografia
Originario di Lastra a Signa, si dedicò alla palla ovale dai 14 anni nel Bombo rugby Firenze dopo avere in precedenza giocato a calcio nella locale Lastrigiana.
Dopo un passaggio alla Florentia Rugby e all'Accademia federale approdò nel 2017 al Petrarca, laureandosi campione italiano al primo anno d'Eccellenza.
A livello internazionale giovanile rappresentò l'Italia U-20 in due mondiali di categoria nel 2017 e 2018, e divenne a seguire permit player del Benetton.
Dal 2021 è a disposizione esclusiva della franchise trevigiana insieme al suo fratello minore Lorenzo; entrambi nel 2023 hanno rinnovato l'impegno con il club biancoverde fino al 2026.
Esordiente in nazionale sotto la gestione del C.T. Franco Smith nel corso del Sei Nazioni 2020, ha realizzato la sua prima meta il 1º luglio 2022 a Bucarest contro la Romania nel tour di metà anno della squadra, e nel 2023 è stato incluso dal nuovo C.T. Crowley nella rosa che prende parte alla Coppa del Mondo in Francia.

## Palmarès
- Campionati italiani: 1
Petrarca: 2017-18
- Pro14 Rainbow Cup: 1
Benetton Treviso: 2020-21